# Плакатная бойцовая рыбка
Плака́тная бойцо́вая ры́бка (лат. Betta splendens varr. „Plakat“) — одна из искусственно культивированных породных разновидностей, полученная при селекционном отборе и разведении дикой формы сиамских бойцовых рыбок (лат. Betta splendens).

## Этимология
Своё наименование получили за форму тела в сочетании с коротким, но широким хвостовым плавником и удлинёнными грудными, спинным и анальным, а также от созвучия словосочетания в названии «Плакат» (Pla Kat), что означает «кусающая рыба».

## Иные наименования
Короткохвостый петушок.

## История происхождения
Скрещивая диких представителей и отбирая лучших, любители зрелищных мероприятий — селекционеры древности вывели новую породу бойцовых рыб, которая получила название «Плакат» (Pla Kat), что означает «кусающая рыба».

## Описание
По форме тела плакатные бойцовые рыбки не очень-то отличаются от своих короткохвостых диких сородичей. Относятся к группе короткохвостых сиамских петушков.

### Вариации

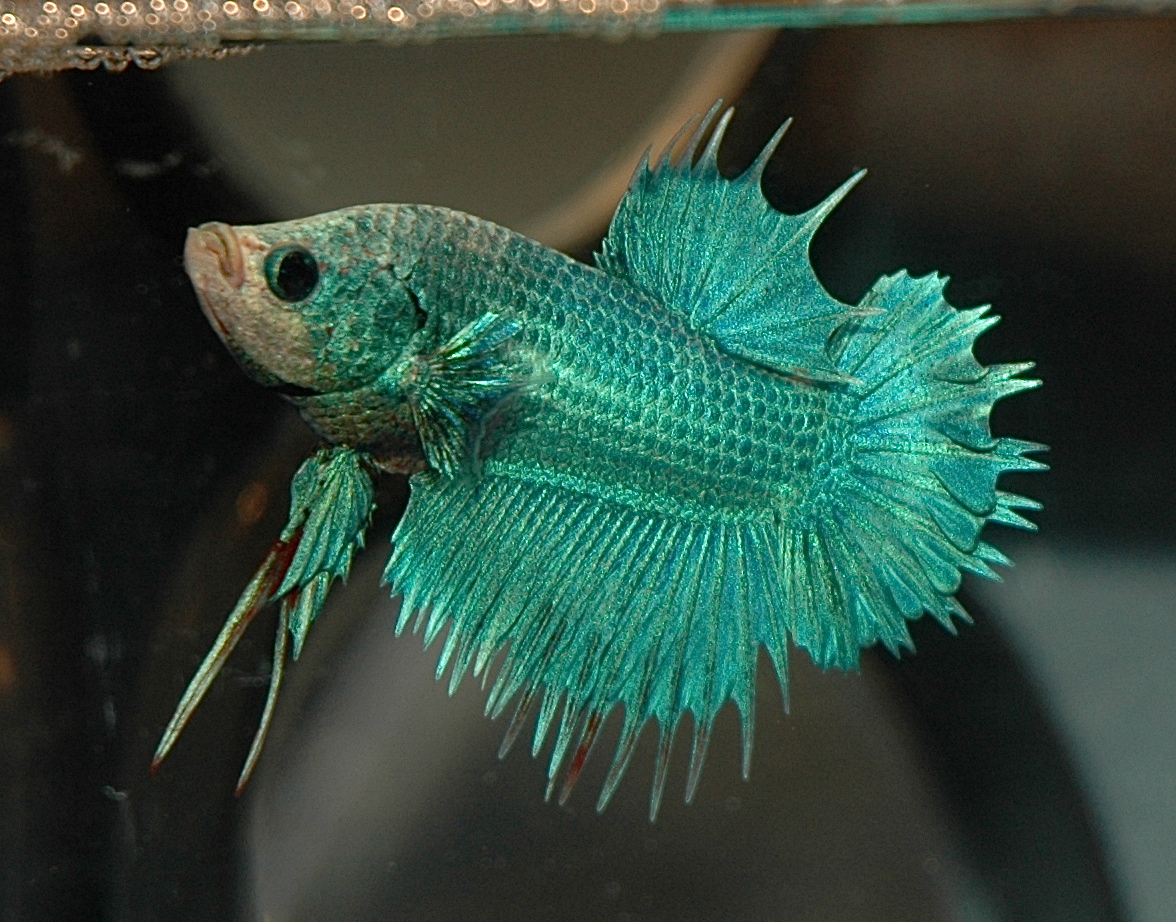
Самец коронохвостой бойцовой рыбки плакатного типа

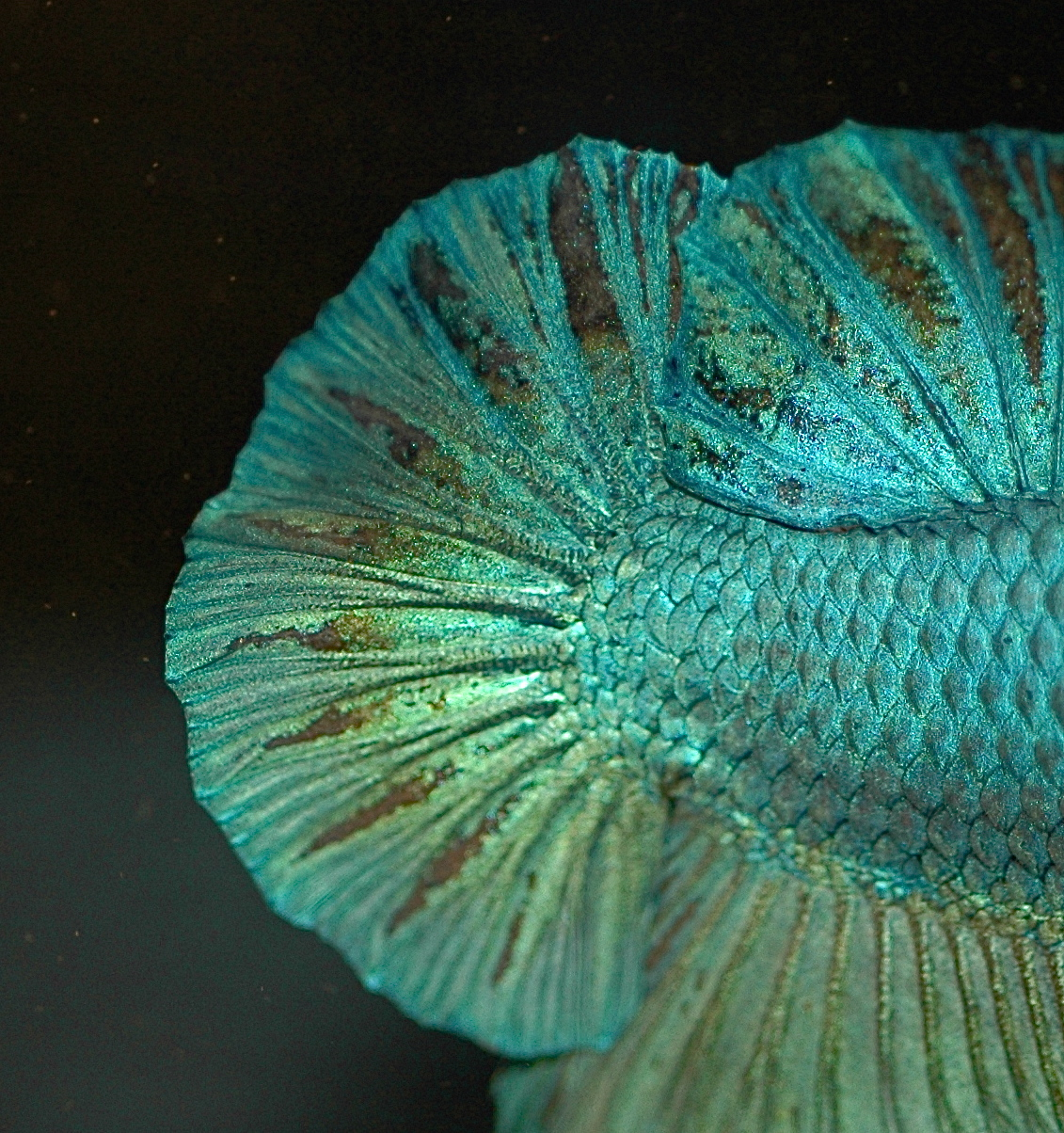
Особенность строения плавников у полумесяцехвостого плакатного самца бойцовой рыбки

Среди короткохвостых бойцовых рыбок плакатного типа встречаются коронохвостые и полумесяцехвостые.

## Условия содержания

### Размножение
Размножение такое же как и у обычных лабиринтовых рыб — гурами, лялиусов, петушков и макроподов. При подборе пар обращают внимание на особенности цвета и размера бойцовых рыбок, дабы не нарушать статей породы.